# هانا ويتال سميث
هانا تيتوم ويتال سميث (7 فبراير 1832 - 1 مايو 1911) هي متحدثة مدنية وكاتبة في حركة القداسة في الولايات المتحدة وحركة الحياة العليا في المملكة المتحدة. نشطت أيضًا في حركة حقوق النساء وحركة مكافحة الكحول.

## نشأتها
ولدت في فيلادلفيا، تحدرت سميث من سلالة طويلة من الكويكرز البارزين والمؤثرين في نيو جيرسي. كانت هانا تيتوم ويتال ابنة جون ميكل ويتال وماري تاتوم ويتال. واحدة من أشهر أسلافها كانت آن كوبر ويتال.

## مسيرتها
في 5 نوفمبر 1851، تزوجت هانا من روبرت بيرسال سميث، وهو أيضًا يتحدر من سلالة طويلة من الكويكرز في المنطقة. استقر الزوجان في جيرمانتاون بولاية بنسلفانيا. في عام 1858، انفصل الزوجان عن الكويكرز بعد تجربة إيمانية، ولكن السيدة سميث استمرت في الاعتقاد بالكثير من أفكار الكويكرز واعتزت بماضيها وممارساتها معهم. تأثر الزوجان بشكل كبير أولًا بكنيسة الإخوة البليموث، ومن ثم بمحيي الميثودية. نتيجة للتأثير الناتج عن عقيدة التقديس وفقًا لتعاليم الكويكرز وتأثيرات من الروحانية، صاغت السيدة سميث وزوجها حركة الحياة العليا. تأثروا أيضًا بويليام بوردمان، الذي كتب كتاب «الحياة المسيحية العليا».
بين عامي 1864 و1868، عاش روبرت وهانا سميث في ميلفيل، نيو جيرسي. أدار روبرت عمل والد هانا، مصانع زجاج شركة ويتال، تاتوم، وكومباني.
بدا أن ويليام بوردمان درّب روبرت وهانا سميث للانضمام إلى حركة القداسة كمتحدثين. بين عامي 1873 و1874، تحدثوا في أماكن مختلفة في إنجلترا، بما في ذلك أكسفورد، حيث قاموا بالتعليم حول مواضيع «الحياة العليا» و«القداسة» بعد اجتماع أساسي في مؤتمر برودلاندز الذي نظمه كل من اللورد والليدي ماونت تيمبل. رُسمت لوحة من أجل مؤتمر برودلاندز وكانت هانا الشخصية المركزية في اللوحة التي رسمها إدوارد كليفورد. لم يكن زوجها في اللوحة بسبب خيانته. يشير النص الذي تقرأه في اللوحة إلى أنه يمكنك الوثوق بالرب وليس بالبشر. يُعتقد أن الأشكال البيضاء الصغيرة التي تظهر خلفها تمثل الأرواح التي تواصلت معها من خلال الروحانية.
في عام 1874، ساهمت هانا في تأسيس الاتحاد النسائي المسيحي لمكافحة الكحول. في نفس العام، سافر الزوجان سميث إلى الإمبراطورية الألمانية وسويسرا، حيث قاموا بالتبشير في عدة مدن كبرى. في عام 1875، عادوا إلى إنجلترا وأجروا اجتماعات في برايتون.. نظرًا لوقوع فضيحة جنسية تورط فيها روبرت، توقفت زيارتهم إلى إنجلترا بشكل مفاجئ. تعرض زواجهما لضغوط كبيرة بسبب الخيانات المستمرة لروبرت سميث ودعم السيدة سميث لآراء نسائية قوية بشأن دور النساء التي كانت تتعارض مع الأفكار الأبوية السائدة في ذلك الوقت. شغلت أيضًا منصب المدير التنفيذي الوطني لقسم الإنجيليين في الاتحاد النسائي المسيحي لمكافحة الكحول، وبنت شبكة من النشطاء في العديد من البلدان. في تلك الفترة، أصبحت أعمال هانا مع الاتحاد وكتابها «السر المسيحي لحياة سعيدة» (1875) معروفة عالميًا. كتبت ماري كليمنت ليفيت، المبعوثة العالمية للاتحاد النسائي المسيحي لمكافحة الكحول، في أغسطس 1885 إلى هانا سميث طالبة منها جهات اتصال في إنجلترا، حيث قالت: «التقيت بالقس السيد هيل، المبعوث الإنجيلي في أوكلاند، خادم سامٍ للرب، والذي يدين، حسبما يقول، بما هو روحيًا لك، بموجب مساعدتك، تحت يد الرب. أجد كتاباتك في العديد من المنازل، وقابلت العديد من الأشخاص الذين حضروا اجتماعاتك في إنجلترا».